# Asplenium adiantum nigrum x septentrionale
Asplenium adiantum nigrum x septentrionale là một loài dương xỉ trong họ Aspleniaceae. Loài này được Litard. mô tả khoa học đầu tiên năm 1909.
Danh pháp khoa học của loài này chưa được làm sáng tỏ. 